# Lepilemur seali
Lepilemur seali (Лепілемур Сіла) — вид приматів родини лепілемурових (Lepilemuridae). Назва вшановує Уліса Сіла, співробітника МСОП.

## Зовнішній вигляд
Це порівняно невеликі примати з округлою головою з великими очима і потужними задніми ногами. Вони досягають довжини тіла 26-28 см, довжина хвоста 25-27 см, а вага 0,9—1,0 кг, і тому один з найбільших членів роду. Хутро цих тварин коричневого або червонувато-коричневого кольору, низ трохи світліший. Обличчя, руки й ноги сірі, темно-коричневий хвіст контрастує з тілом.

## Поширення
Цей вид знаходиться на північному сході Мадагаскару. Мешканець східних тропічних лісів.

## Поведінка
Про спосіб життя мало що відомо. Вони ведуть нічний спосіб життя і сплять протягом дня в дуплах дерев або рослинних заростях. Їжа складається з різних частин рослин, таких як листя, плоди та бруньки.

## Загрози
Полювання на цей вид є нестійким. Деградація місць існування у зв'язку з підсічно-вогневим землеробством також є загрозою. Зустрічається в англ. Anjanaharibe-Sud Special Reserve, Mananara-Nord National Park.